# El testamento de la tía Carolina
El testamento de la tía Carolina (título original en checo, Testament Tetý Karoliny; en francés, Le testament de la tante Caroline) es una ópera bufa u opereta con música de Albert Roussel y libreto de Nino (seudónimo de Michel Veber). La producción original fue en checo (preparada por Julie Reisserová) y en tres actos, pero la obra posteriormente fue revisada en forma de opereta de un acto en francés. La opereta cuenta la historia de una familia que se ve atrapada en un difícil conjunto de circunstancias alrededor del contenido de un testamento y la dispersión de una vasta fortuna. La obra se estrenó en Olomouc el 14 de noviembre de 1936.

## Personajes
| Personaje          | Tesitura      | Reparto del estreno, 14 de noviembre de 1936 Director: | Reparto del estreno de la versión revisada, 11 de marzo de 1937 Director: Roger Désormière |
| ------------------ | ------------- | ------------------------------------------------------ | ------------------------------------------------------------------------------------------ |
| Noémie             | soprano       |                                                        | Christine Liany                                                                            |
| Christine          | papel hablado |                                                        | Suzanne Dehelly                                                                            |
| Maître Corbeau     | barítono      |                                                        | André Balbon                                                                               |
| Jobard             | barítono      |                                                        | Louis Guénot                                                                               |
| Noel               | tenor         |                                                        | Paul Derenne                                                                               |
| Docteur Patogène   | bajo          |                                                        | Émile Rousseau                                                                             |
| Béatrice           | soprano       |                                                        | Madeleine Sibille                                                                          |
| Lucine             | mezzosoprano  |                                                        | Fanély Revoil                                                                              |
| Laguigne           | tenor         |                                                        | René Hérent                                                                                |
| Ernestine          | soprano       |                                                        | Rose Pocidalo                                                                              |
| Enfermera          | papel mudo    |                                                        | Christiane Gaudel                                                                          |
| La dactylo         |               |                                                        | Morice                                                                                     |
| Quatre sage-femmes |               |                                                        | Gallot, Lagrange, Lodève, Billon                                                           |